# Is It Scary
Is It Scary – piosenka Michaela Jacksona wydana na singlu promującym album Blood on the Dance Floor (HIStory in the Mix).

## Historia
Utwór został napisy przez Michaela Jacksona do filmu Rodzina Addamsów II, utwór jednak nie znalazł się na ścieżce dźwiękowej z powodu trudności prawnych.
Radiowa wersja „Is It Scary" znalazła się na Brytyjskiej i Francuskiej edycji składanki King of Pop.

## Lista utworów
Netherlands CD promo single (SAMPCS 4562)
1. „Is It Scary” (Radio Edit) – 4:10

UK promo 12” single (XPR 3195)
- A. „Is It Scary” (Deep Dish Dark & Scary Remix) – 12:10
- B1. „Is It Scary” (Deep Dish Double-O-Jazz Dub) – 8:35
- B2. „Is It Scary” (Deep Dish Dark & Scary Remix (Radio Edit)) – 4:38

UK promo 12” single (XPR 3168)
- A. „Is It Scary” (Eddie’s Love Mix) – 8:00
- B1. „Is It Scary” (Eddie’s Rub-A-Dub Mix) – 4:33
- B2. „Is It Scary” (Eddie’s Love Mix Radio Edit) – 3:50

Netherlands promo 12” single (SAMPMS 4674)
- A1. „Is It Scary” (Deep Dish Dark And Scary Remix) – 12:07
- A2. „Is It Scary” (Eddie’s Rub-A-Dub Mix) – 5:00
- B1. „Is It Scary” (Eddie’s Love Mix) – 8:00
- B2. „Off The Wall” (Junior Vasquez Remix) – 4:57